# Evangelisch-reformierte Kirche Holzheim

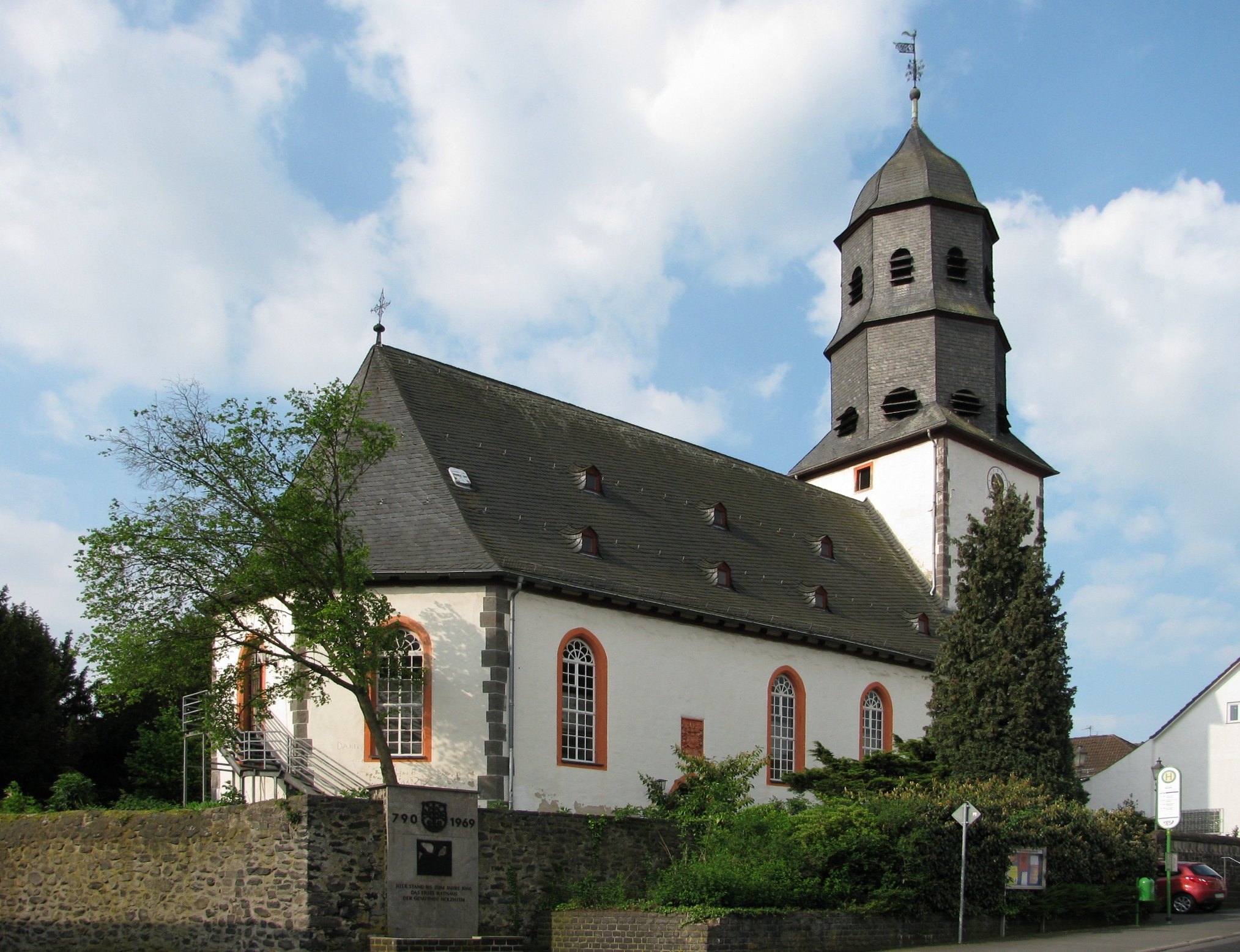
Nordseite der Kirche, 2010

Die Evangelisch-reformierte Kirche in Holzheim, einem Ortsteil von Pohlheim im Landkreis Gießen (Hessen), ist eine 1631/32 erbaute barocke Saalkirche. Die prächtige Stuckdecke und die Bemalung der Fensterumrahmungen wurden ermöglicht, weil Landgraf Philipp III. von Hessen-Butzbach vorübergehend das lutherische Bekenntnis einführte und den Bau des Kirchenschiffes förderte. Der mittelalterliche Turmschaft stammt aus dem 13./14. Jahrhundert. Die Kirche prägt mit ihrem zweigeschossigen Turmhelm das Ortsbild und ist hessisches Kulturdenkmal.

## Geschichte

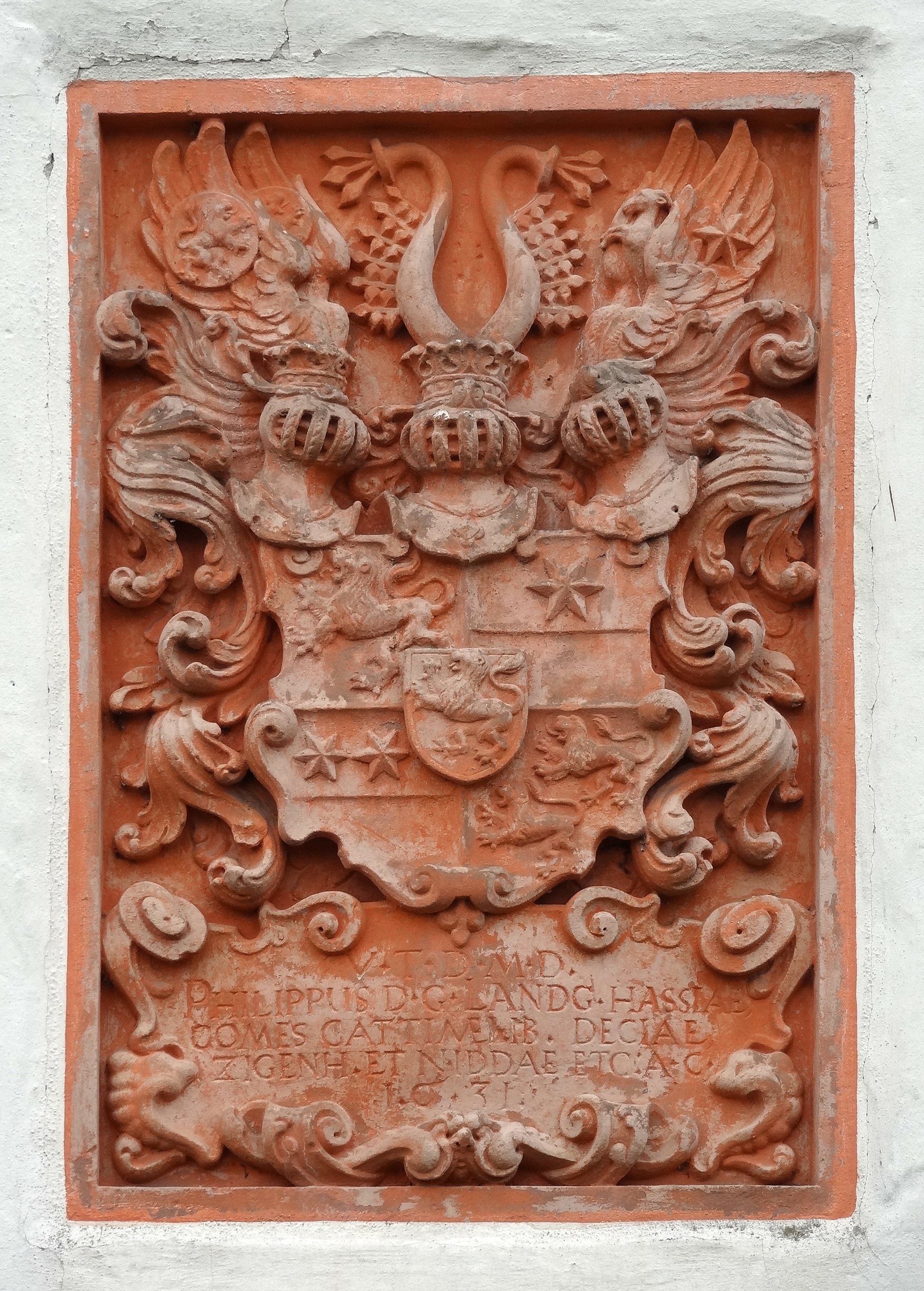
Wappen von Landgraf Philipp III. mit Inschrift von 1631 über dem Nordportal

Holzheim wird urkundlich erstmals am 24. Mai 790 im Lorscher Codex erwähnt. Im Jahr 793 wurde dem Kloster Lorsch eine frühmittelalterliche Basilika übertragen, die dem Patrozinium des hl. Petrus unterstand. Sie lag vermutlich in Klein-Holzheim, westlich des heutigen Ortes, das ab dem 14. Jahrhundert nicht mehr besiedelt war. Eine weitere Kirche in (Groß-)Holzheim mit dem Patrozinium des heiligen Nazarius ist im Jahr 823 nachgewiesen. Als Holzheim im Jahr 1276 nach Grüningen eingepfarrt und dessen Filiale wurde, mussten die Einwohner für Gottesdienste und Kasualien den Weg in den Nachbarort auf sich nehmen. Die Grüninger Mutterkirche hatte zu dieser Zeit das Patronatsrecht. 1309 wurde Holzheim zur eigenständigen Pfarrei erhoben, jedoch 1380 dem Amt Gambach zugeschlagen und Kloster Arnsburg inkorporiert. Bis zu seiner Auflösung im Jahr 1803 übte das Kloster das Patronat über die Kirche aus. Kirchlich gehörte Holzheim im ausgehenden Mittelalter zum Archidiakonat St. Maria ad Gradus in der Erzdiözese Mainz.
Die Bausubstanz im Turm und die kleine romanische Pforte in der östlichen Umfassungsmauer weisen auf einen Kirchneubau im Spätmittelalter (13. Jahrhundert) hin. Das neue Gotteshaus wurde an der Stelle der Nazarius-Kirche aus dem 9. Jahrhundert errichtet und den Heiligen Barbara, Katharina und Maternus gewidmet.
Die Kirche wandte sich um 1556 der Reformation zu und erhielt 1566 den ersten evangelischen Pfarrer, der durch den Abt von Kloster Arnsburg eingesetzt wurde. Das Recht auf die Präsentation der evangelischen Pfarrer verblieb auch nach Einführung der Reformation dem Kloster. Im Gegenzug mussten die evangelischen Pfarrer sich verpflichten, nicht gegen das katholische Kloster zu wettern. Erste Umbauten im Sinne einer evangelischen Predigtkirche geschahen im Jahr 1571, als eine Männerempore eingebaut wurde. 1582 führte Graf Konrad von Solms-Braunfels das reformierte Bekenntnis offiziell ein, woraufhin die Einrichtungsgegenstände aus katholischer Zeit entfernt wurden. Die beiden Seitenaltäre, Bilder, Kruzifixe und anderes wurden beseitigt und der Hauptaltar durch einen Abendmahlstisch ersetzt.
Ende des 16. Jahrhunderts wurde das Gotteshaus trotz laufender Reparaturen zunehmend abgängig. An den alten Turm wurde 1631/1632 mit der Unterstützung durch den Landgrafen Philipp III. ein neues Kirchenschiff angebaut und auf dessen Anregung hin sein Vollwappen über dem Nordportal angebracht, die Stuckdecke reich gestaltet und das Kircheninnere ausgemalt. Während des Dreißigjährigen Krieges führte er als neuer Landesherr nach dem Motto Cuius regio, eius religio einen Wechsel zum lutherischen Bekenntnis herbei, sodass die Kirchengemeinde zwischen 1624 und 1648 vorübergehend lutherisch wurde. Nach dem Krieg kehrte sie wieder zur reformierten Konfession zurück, als Holzheim an Solms-Braunfels zurückfiel. Ursprünglich besaß die Kirche nur eine Westempore. Eine Orgel war von Anfang vorhanden, deren Standort allerdings nicht bekannt ist. Im Zuge des Kirchenneubaus wurden weitere Fenster in den Turm eingebrochen. Bereits im Laufe des 17. Jahrhunderts wurden die Nordemporen gebaut.
Seit 1761 bildet Dorf-Güll mit Holzheim eine gemeinsame Pfarrei und wurde im Jahr 1900 eingepfarrt. Die Malereien in der Holzheimer Kirche wurden im 18. Jahrhundert übertüncht und erst wieder 1932 freigelegt. Für den Orgelneubau 1830 wurde die Ostempore vergrößert. Die wachsende Einwohnerzahl erforderte mehr Sitzplätze in der Kirche. Wohnten zur Erbauungszeit der Kirche keine 500 Personen in Holzheim, wurden an drei Sonntagen zwischen 1885 und 1887 rund 800 erwachsene Gottesdienstbesucher und 200 Kinder gezählt. Im Jahr 1852 erfolgte eine weitere Umgestaltung des Innenraums: Durch eine Südempore erhielt der Raum seine symmetrische Form. Die alte Kanzel wurde auf der Mittelachse zwischen Orgel und Altar platziert. Zuvor war sie an der Südwand angebracht, wo der Haken für die Aufhängung des Schalldeckels noch zu sehen ist. Trotz der mehrfachen Erweiterung der Plätze reichte die Zahl im 19. Jahrhundert nicht aus. Die Männer auf den Emporen wechselten sich nach der Hälfte der Predigt mit dem Sitzen ab. Erst ab 1930 war ein allmählicher Rückgang der Gottesdienstbesucher zu verzeichnen.

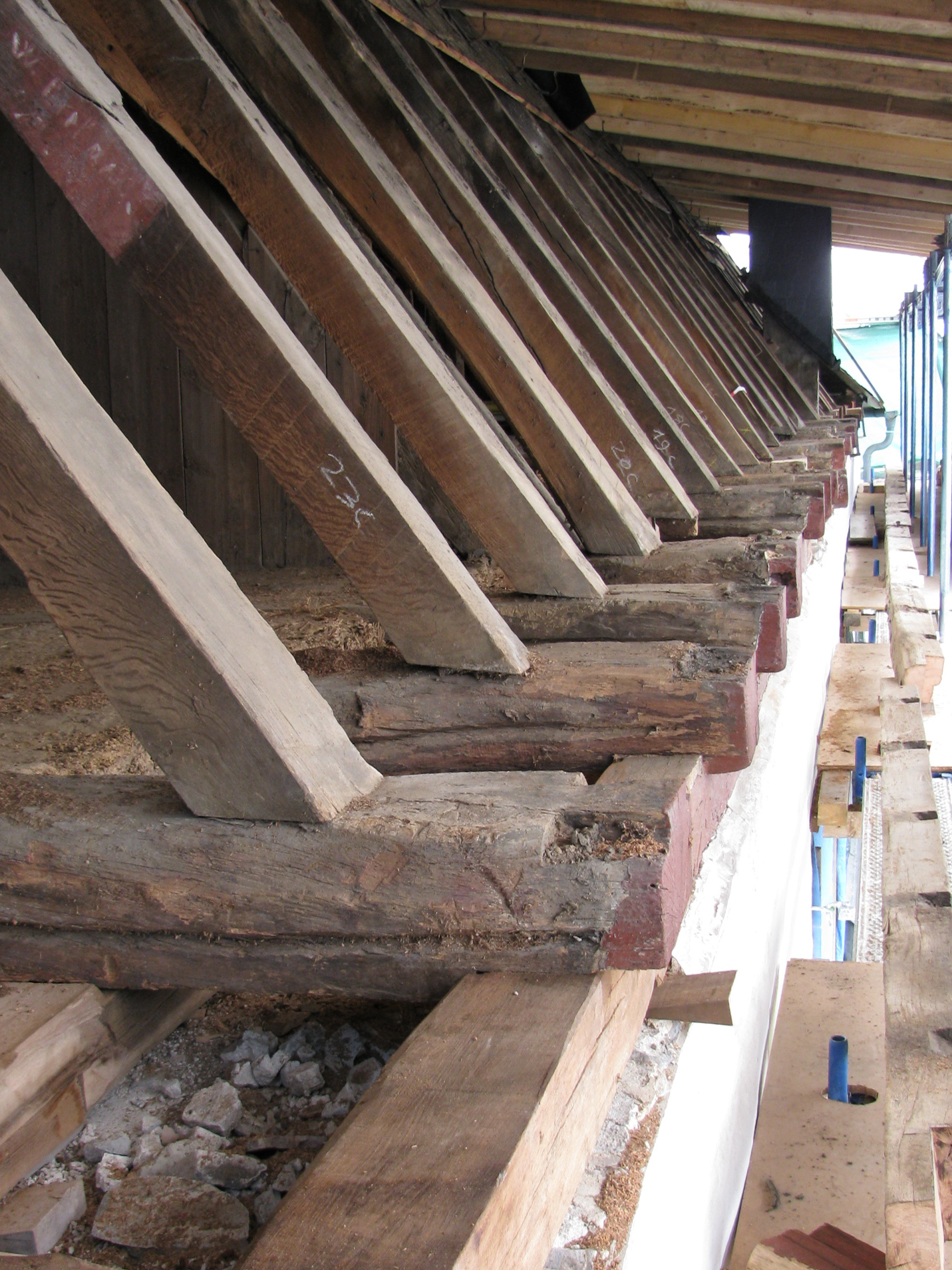
Sanierung der Dachkonstruktion, 2012

Zwei große Öfen wurden 1883 installiert, die 1957 durch eine elektrische Nachtspeicherheizung und 1964 durch eine Ölheizung ersetzt wurden. Ein Innenanstrich erfolgte 1905, wobei es der Kirchenvorstand mit Verweis auf die streng reformierte Gemeinde ablehnte, Blumengirlanden aus der Erbauungszeit, die sich an der Emporenbrüstung zeigten, freizulegen. Eine Kirchenrenovierung folgte 1932. Unter anderem wurden die auf dem Dachboden erhaltenen Einzelteile des Kanzeldeckels, der 1863 durch einen neuen aus Weißblech ersetzt worden war, zusammengesetzt und vervollständigt. Zudem wurden die alten Malereien an den Fenstern und den Emporenfüllungen wieder freigelegt. Die Stuckdecke wurde 1958 instand gesetzt und 1968/69 farblich erneuert. Von 1961 bis 1963 erfolgte eine Außensanierung. Ein neuer Fußboden unter dem Kirchengestühl und ein neues Chorgestühl wurden bei einer Innenrenovierung in den Jahren 1964 bis 1966 geschaffen. Weitere Instandsetzungen und Renovierungen folgten in den 1970er bis 1990er Jahren.
Eine umfassende Instandsetzung der Dach- und Deckenkonstruktion, dem sich eine Innenrenovierung anschloss, wurde von 2012 bis 2014 durchgeführt. Durch Feuchtigkeit entstanden Schäden an den Sparren und Deckenbalken im Bereich der Fußpunkte und Auflagen auf dem Seitenmauerwerk, sodass Ausbesserungen der Stuckarbeiten und eine Neueindeckung der Verschieferung in Altdeutscher Art an der Süd- und Ostseite sowie der Turmhaube erforderlich wurden. Von den Kosten in Höhe von rund 700.000 Euro musste die Kirchengemeinde ein Fünftel aufbringen.

## Architektur

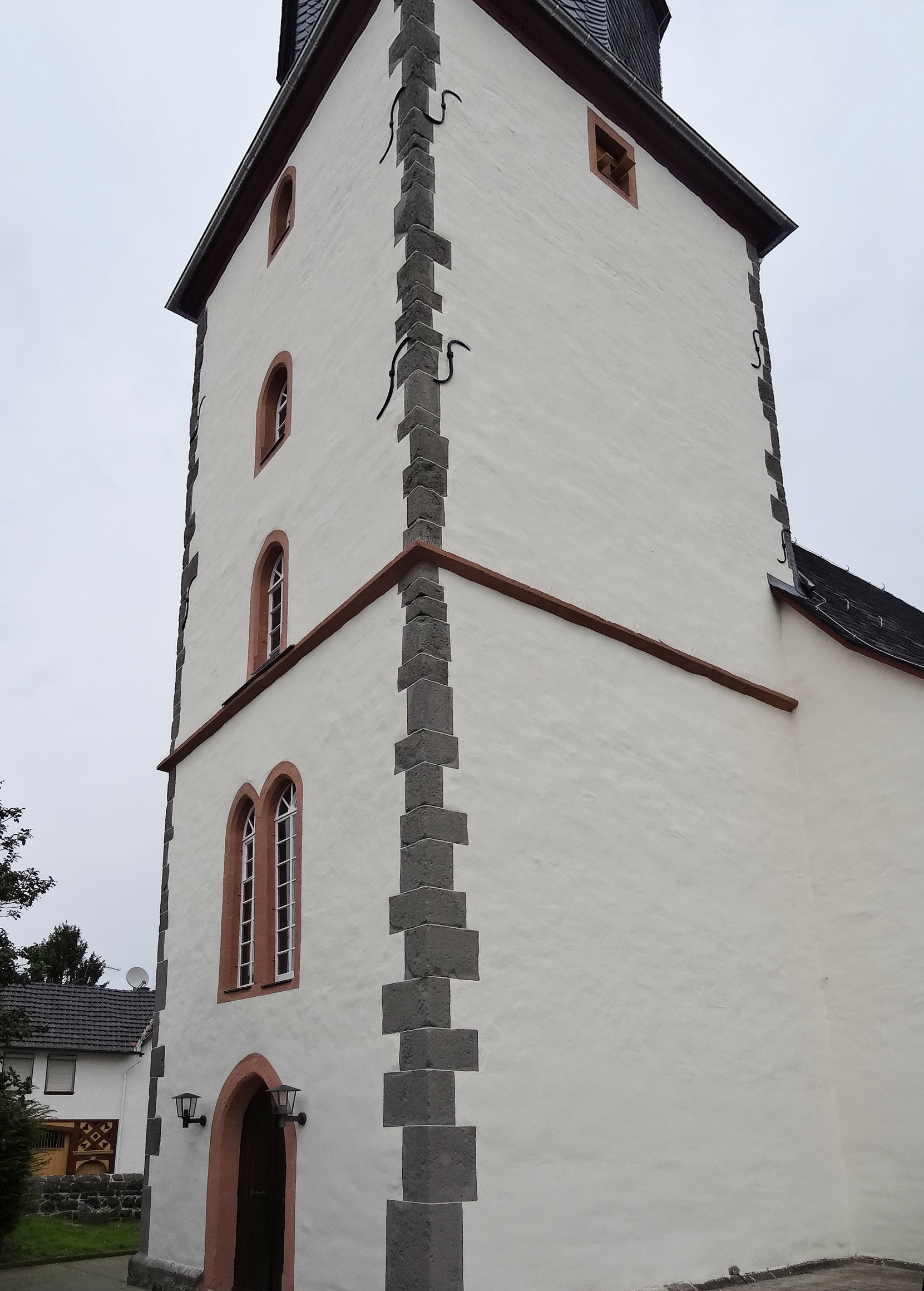
Mittelalterliche Turmgeschosse

Die Kirche ist leicht erhöht im Ortszentrum inmitten einer Umfassungsmauer aus Bruchsteinmauerwerk errichtet. Ältester Baukörper ist der hohe mittelalterliche Turmschaft aus dem 13./14. Jahrhundert, der auch als Haupteingang und Windfang dient. Er steht im Westen des Langhauses auf quadratischem Grundriss (6,25 × 6,95 Meter) und weist eine Mauerstärke von 1,40 Metern auf. Über einem niedrigen Sandsteinsockel mit Schräge erhebt sich der gemauerte Unterbau aus Basalt-Bruchstein mit Eckquadern aus Lungstein 16,75 Meter hoch. Die zwei Geschosse werden durch ein Sandsteingesims in 7,50 Metern Höhe getrennt. Den oberen Abschluss des Unterbaus bildet ein hölzernes Gesims. An der Nord- und Südseite unter der Mauerkrone wurde wahrscheinlich während des Umbaus im Jahr 1631 je ein kleines, rechteckiges Fenster mit Sandsteingewände eingebrochen. Hingegen stammen das gefaste Spitzbogenportal mit Sandsteingewände und das gekuppelte und gefaste Doppelfenster über dem Eingang aus gotischer Zeit. An der Westseite im Obergeschoss sind übereinander drei kleine, spitzbogige Fenster angebracht. Der zweigeschossige, achtseitige Turmhelm mit geschweifter Haube misst von der Mauerkrone bis unter den Turmknopf 16,20 Meter. In beiden Geschossen haben alle acht Seiten des Oktogons Rundbogenöffnungen mit breiten Jalousien. Der gesamte geschieferte Holzaufbau aus Eiche ist im Wesentlichen unverändert erhalten. Er wird von einem Turmknopf, Kreuz, Windfahne und einem Hahn bekrönt. In die Windfahne ist das Jahr 1633 eingestanzt. Der Glockenstuhl beherbergt drei Bronze- und zwei Eisenglocken. Die Gesamthöhe des Turms beträgt 37 Meter.
Der rechteckige, nahezu geostete Grundriss der barocken Saalkirche von 24,90 × 12,20 Metern hat an der Ostseite einen 3/8-Chorabschluss. Der Sockel ist wie beim Turm abgeschrägt. Bis heute hat das Gebäude keine wesentlichen baulichen Veränderungen erfahren. Die gotisierende Form ist bei einer nachreformatorischen Steinkirche in Oberhessen erstmal in Holzheim nachweisbar. Sie findet sich auch bei der benachbarten Kirche Dorf-Güll, die über 100 Jahre später errichtet wurde (1737). Die lichte Höhe des Innenraums beträgt etwa 6,98 Meter, bis zur Maueroberkante sind es 7,40 Meter. Das Schiff wird von einem Satteldach mit Sparrendachkonstruktion abgeschlossen, das noch die originalen, kleinen Dachgauben aufweist.
Der Innenraum erhält durch große, leicht spitzbogige Fenster in Holzrahmen Licht, die innen von den Emporen durchschnitten werden. Je drei Fenster sind an den beiden Langseiten und der Apsis eingebaut. Über dem spitzbogigen Nordportal ist das Wappen des Landgrafen Philipp III., der den Kirchenbau gefördert hat, aus rotem Sandstein angebracht. Philipp hatte sich das Vollwappen der Landgrafen von Hessen-Darmstadt zu eigen gemacht, das in der Mitte das Herzschild der landgräflichen Herrschaft zeigt, darüber die drei Helme der Grafschaft Katzenelnbogen, der Landgrafenschaft Hessen und der Grafschaft Ziegenhain. Auf der Inschrift unten ist zu lesen: „V. T. D. M. D. PHILIPPUS D.G. LANDG. HASSIAE, COMES CATTIMELIB. DECIAE, ZIGENH. ET NIDDAE ETC: A. C. 1631“ (Ps 86,11 : „Deine Wege lehre mich, Herr.“ Philipp von Gottes Gnaden Landgraf von Hessen, Graf von Katzenelnbogen, Dietz, Ziegenhain und Nidda u. a. sorgte für die Erbauung 1631).
Gegenüber dem Westeingang sind neun Grabsteine aus dem 17. und 18. Jahrhundert aufgestellt, darunter die der Pfarrer Konrad und Johannes Bröder (Bröter) und ihren Ehefrauen.

## Ausstattung

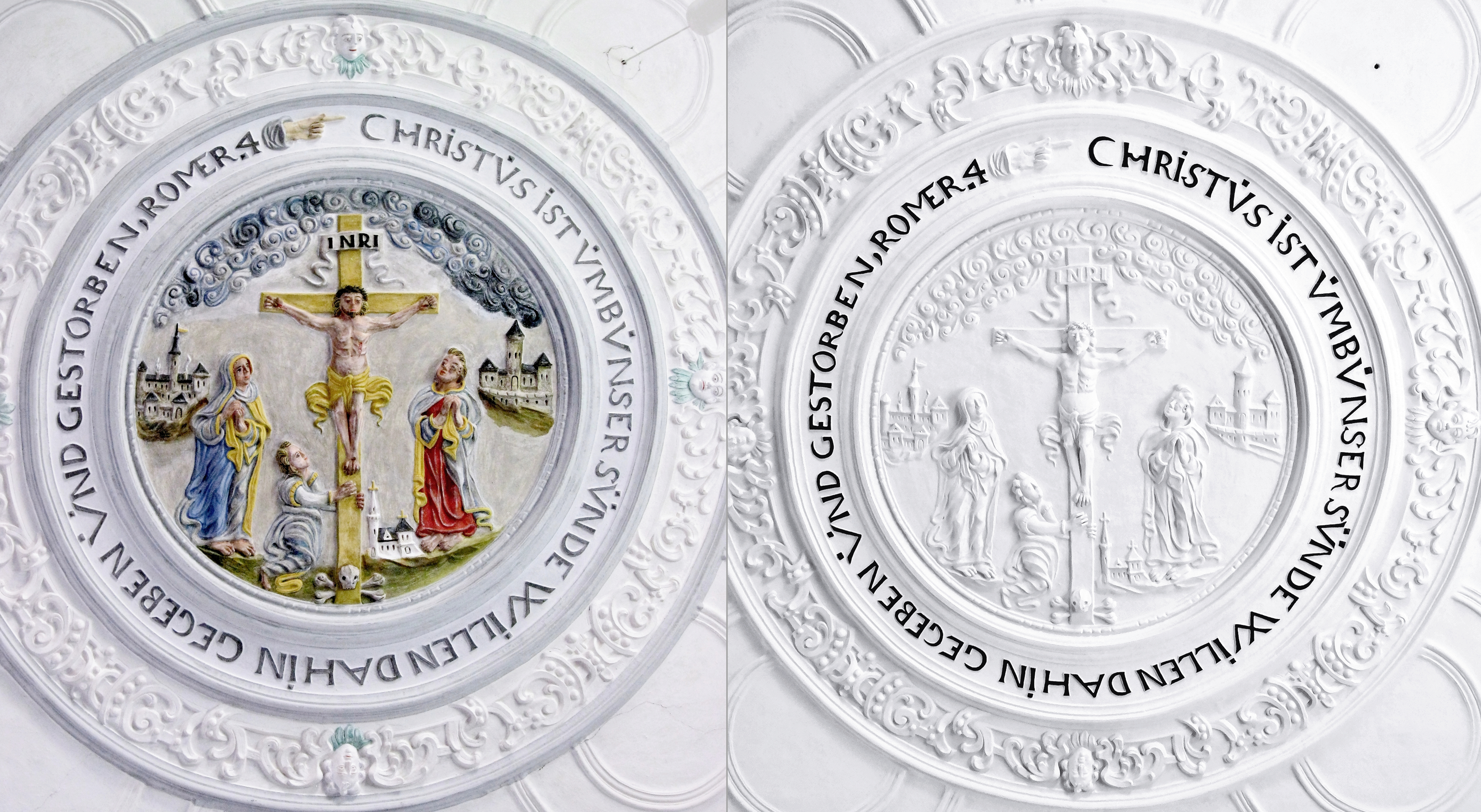
Die Kreuzigung in der Stuckdecke vor und nach der Restaurierung, 2014

Der flachgedeckte Innenraum wird von einer Stuckdecke mit Längsunterzug abgeschlossen, die mit Bildmedaillons und reichen geometrischen Figuren verziert ist. Auf die Innenrenovierung von 1968/1969 und teils von 1910 ging die polychrome Farbfassung zurück. Ursprünglich erhielten die Figuren ihre Wirkung allein durch die plastische Ausführung. Die Reliefs stellen biblische und allegorische Figuren und Szenen dar und wurden von den Weißbindern Christoph Happel (Grünberg) und Andreas Scherer (Klein-Rechtenbach) ausgeführt. Ornamente und Schriftfriese umrahmen die größeren Medaillons. Auf den beiden großen im Osten sind die Kreuzigungsszene (mit dem Bibelvers aus Röm 4,25a ) und Auferstehung Christi (mit Offb 5,5 ) zu sehen. Dem Relief mit dem Pelikan, der seine Jungen mit seinem Blut nährt (mit Joh 6,55 ), ist eins mit dem Phönix, der aus dem Feuer aufsteigt (mit 2 Kor 5,17b ), zur Seite gestellt. Im Westen ist die Verkündigung des Herrn (mit Lk 1,35 ) parallel Maria mit dem Kind, das die Siegesfahne hält (mit Jes 42,1a ), gegenübergestellt. In vier kleineren Reliefs sind fliegende Putten ohne Spruchbänder dargestellt, auf zweien die Lutherrose und auf weiteren achteckige Sterne. Die Stuckdecke findet ihre Fortsetzung im Turmraum. Hier ist auf einem Relief Christus mit der Weltkugel als Salvator Mundi (mit Ez 33,11a ) und auf dem anderen eine Frau mit Symbolen der Vergänglichkeit („Morte“) zu sehen wie Schnittblumen und Sichel, Waage mit Sanduhr, Eidechse und Totenschädel (mit Sir 14,12a ). Ein Engel mit einer Posaune (mit einer Zusammenfassung von Offb 8,12-13 ) ist unter der Westempore in einem quadratischen Feld angebracht. Im Zuge der Restaurierung erhielt die Stuckdecke 2013 wieder ihre originale monochrome Farbfassung in Weiß; nur die Umschriften heben sich durch schwarze Farbe ab. Die reiche Gestaltung ist ein Zeugnis für die Zeit des lutherischen Interims und wäre während der reformierten Herrschaft in dieser Form nicht möglich gewesen.

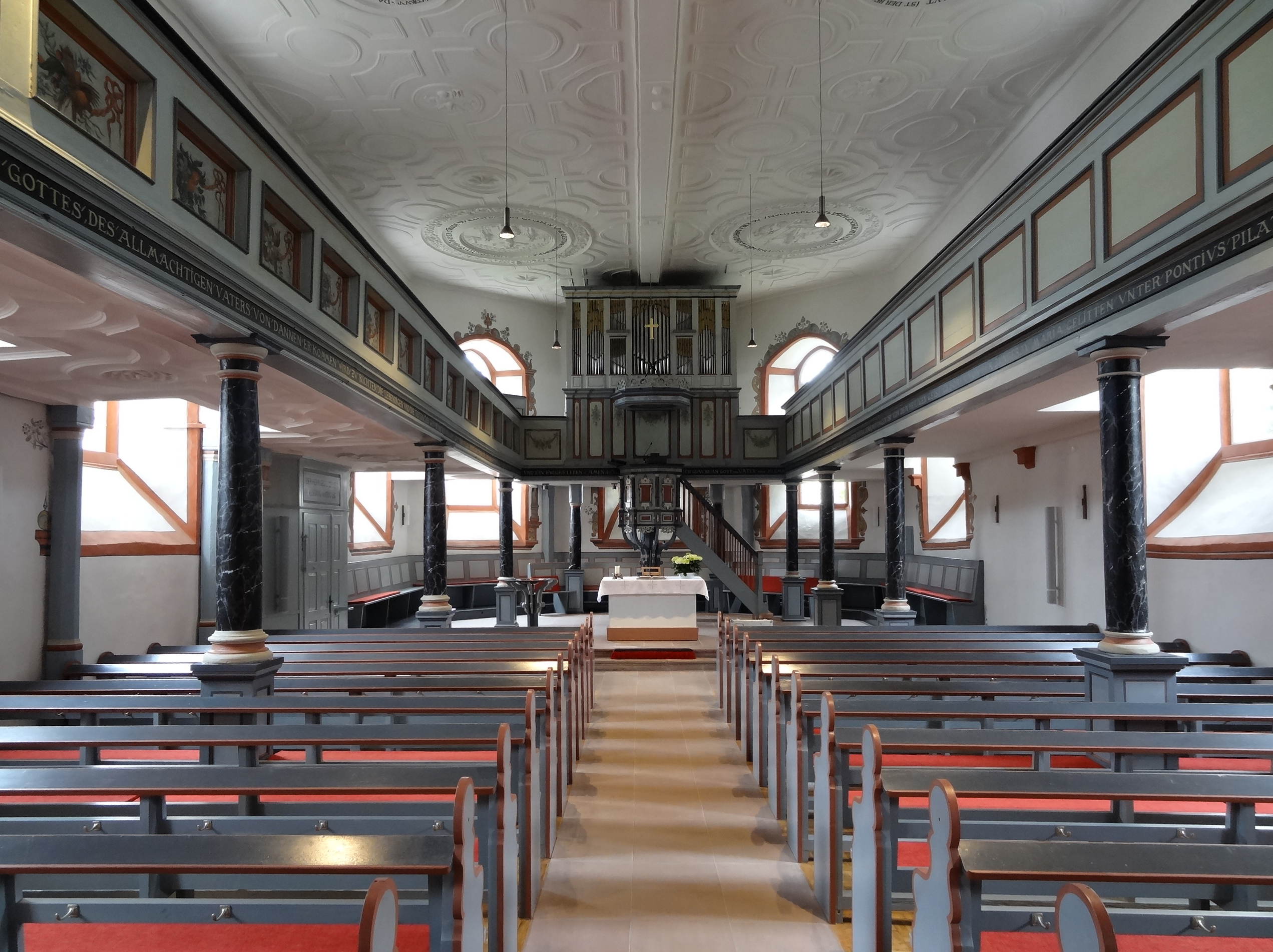
Innenraum Richtung Osten

Die umlaufende kassettierte Empore ruht auf hölzernen toskanischen Rundsäulen, die marmoriert sind und auf hohen quaderförmigen Sockeln stehen. An der Nord- und Westseite sind die tiefen Füllungen mit Blatt- und Fruchtgehängen bemalt. Der untere Emporenrand ist an den vier Seiten umlaufend mit dem Schriftband des Apostolischen Glaubensbekenntnisses auf schwarzem Untergrund ausgestattet. Die Kanten der Fenstereinfassungen sind in Rot abgesetzt. Die Fensterumrahmungen haben Rollwerk mit Ranken und floralen Motiven in Grau, Beige, Grün und Rot.
Der Altarbereich ist um zwei Stufen erhöht. Vor der Kanzel steht der hölzerne, quaderförmige Altar, den die Gemeinde zu Beginn des 21. Jahrhunderts ebenso wie das Taufbecken mit seinem achteckigen Holzfuß selbst anfertigte. Die barocke Kanzel aus dem Jahr 1632 steht auf der Mittelachse vor der Ostempore. Sie besteht aus dem Treppenaufgang, dem Kanzelkorb und dem siebeneckigen Schalldeckel, der von flachgeschnitztem Rankenwerk bekrönt wird und an der Innenseite dem Prediger das Bibelwort aus Mal 2,7  vor Augen hält. Der reich gestaltete, polygonale Kanzelkorb auf einem Holzpfosten mit geschwungenen Bügen hat zwischen runden Ecksäulen profilierte Felder und trägt einen Schriftzug aus Lk 11,28 .

## Orgel

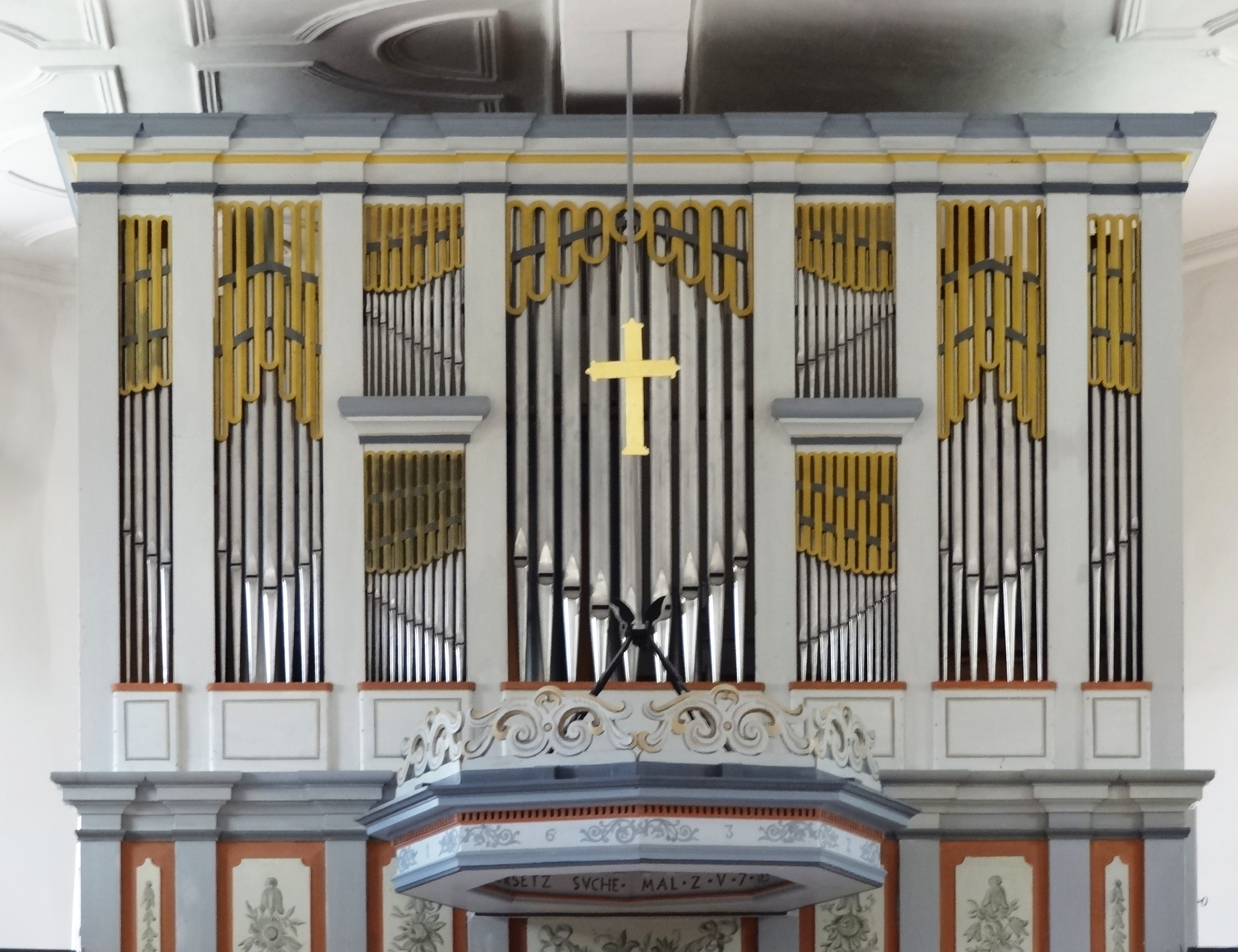
Orgel hinter historischem Prospekt von 1830

Am 20. Januar 1829 wurde mit Johann Hartmann Bernhard ein Vertrag über eine neue Orgel geschlossen, die elf Register, verteilt auf einem Manual und Pedal, vorsah. Das Instrument wurde wie vereinbart im Jahr 1830 geliefert und auf der verbreiterten Ostempore aufgestellt. Wie in der Kirche Nieder-Bessingen, wo Bernhard ein Jahr später eine ganz ähnliche Orgel schuf, wird der rechteckige Prospekt durch Lisenen in sieben Felder gegliedert. Der Prospekt hat 34 klingende und 41 stumme Pfeifen. Das große Mittelfeld wird mit den Basspfeifen von zweigeschossigen Diskantfeldern flankiert. Außen schließen sich je zwei Felder für die Pfeifen in mittlerer Tonlage an. Ursprünglich dienten zwei Posaunenengel, die als Flachreliefs geschnitzt waren, als seitliche „Orgelohren“ und verzierten zwei bekrönende Vasen das Gehäuse. Sie wurden im Zuge der Kirchenrenovierung und des Orgelneubaus in den 1960er Jahren entfernt. Johann Georg Förster reparierte 1887 das Werk und schlug eine Änderung der Disposition vor, die aber nicht ausgeführt wurde, sodass die Orgel bis 1944 unverändert erhalten blieb. Um 1948 wurde eine Gebläsemaschine eingebaut. Die heutige Orgel schuf Förster & Nicolaus Orgelbau 1968 hinter dem historischen Prospekt und unter Beibehaltung des hölzernen Gedackt 8′ im zweiten Manual von Hartmann Bernhard. Die alte Wald-Floethe 2′ wurde 1979 in der Orgel der Paradieskapelle von Kloster Arnsburg eingebaut. Im Jahr 2024 wurde ein Pedalregister ersetzt. Die Orgel verfügt über 13 Register mit insgesamt 986 Pfeifen, verteilt auf zwei Manualen und Pedal, und hat folgende Disposition:
| I Manual C–g3 |    |
| Prinzipal     | 8′ |
| Weidenpfeife  | 8′ |
| Oktave        | 4′ |
| Waldflöte     | 2′ |
| Mixtur IV     |    |

| II Manual C–g3 |    |
| Gedackt        | 8′ |
| Blockflöte     | 4′ |
| Prinzipal      | 2′ |
| Sesquialter II |    |
| Zimbel III     |    |
| Tremulant      |    |

| Pedal C–f1 |     |
| Subbass    | 16′ |
| Oktavbass  | 8′  |
| Trompete   | 8′  |

- Koppeln: II/I, I/P, II/P

## Glocken

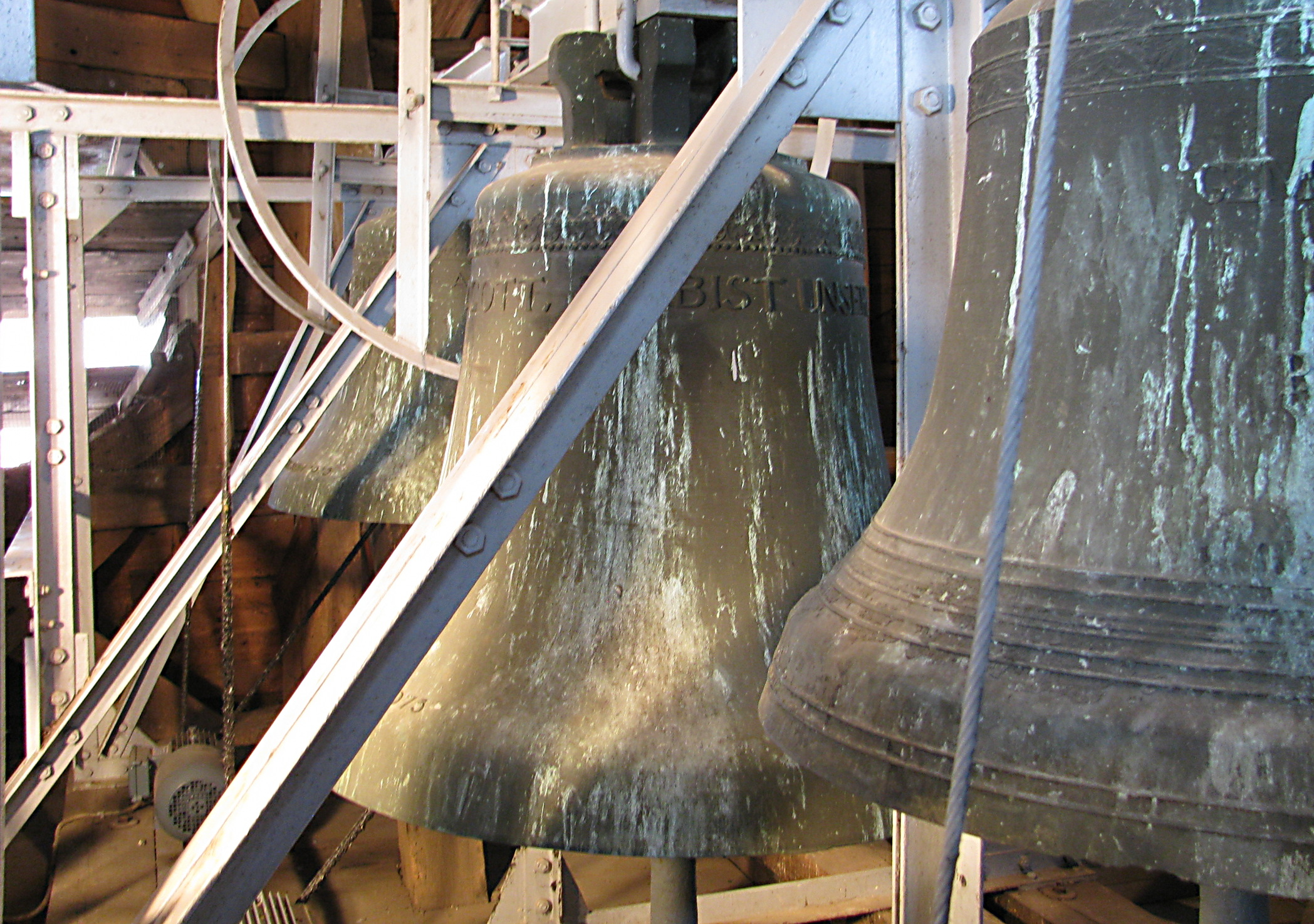
Drei Bronzeglocken

Zwei Glocken wurden 1556 und 1565 erwähnt. 1578 goss der Frankfurter Glockengießer Laux Rucker eine weitere. 1846 wurden zwei umgegossen und eine neue ergänzt. Die beiden großen mussten als Metallspende des deutschen Volkes im Ersten Weltkrieg abgegeben werden, sodass nur eine historische Glocke erhalten ist. Nach Chicago ausgewanderte Holzheimer stifteten 1920 als Ersatz zwei neue Eisenglocken. Sie wurden von Buderus aus Wetzlar im Auftrag und Zusammenarbeit mit der Firma Rincker gegossen, wie die Inschrift im Fries besagt: „Geg. v. Buderus, Wetzlar u. F.W.Rincker, Sinn“. Die größere wiegt 600 kg und trägt die Inschrift „Der Gemeinde Holzheim von treuen Holzheimern Chikagos in Amerika gestiftet 1920“ und den Bibelvers „Herr Gott du bist unsere Zuflucht für und für“. Die kleinere wiegt 340 kg und ist mit der Jahreszahl 1920 und Inschrift versehen: „Ich bin die Auferstehung und das Leben“. Die Gemeinde schaffte 1975 zwei neue Bronzeglocken an und ließ ein elektrisches Läutewerk installieren. Seitdem dienen die beiden Stahlglocken, die in der Turmspitze fixiert wurden, als Schlagwerk für die Turmuhr, während das in einem Moll-Akkord gestimmte bronzene Dreiergeläut zu Gottesdiensten und Gebet einlädt.
| Nr. | Gussjahr | Gießer, Gussort                     | Masse (kg) | Schlagton (HT-1/16) | Inschrift |
| --- | -------- | ----------------------------------- | ---------- | ------------------- | --- |
| 1   | 1975     | Petit & Gebr. Edelbrock aus Gescher | 680        | g1                  | Ich bin die Auferstehung und das Leben Holzheim / Pohlheim 1975 [im Wappen der Gießerei:] Petit & Gebr. Edelbrock me fecit Ingenieur Hans Hüesker          |
| 2   | 1975     | Petit & Gebr. Edelbrock aus Gescher | 400        | b1                  | Herr, Gott, Du bist unsere Zuflucht für und für Holzheim / Pohlheim 1975 [im Wappen der Gießerei:] Petit & Gebr. Edelbrock me fecit Ingenieur Hans Hüesker |
| 3   | 1846     | P. H. Rincker aus Sinn              | 180        | des2                | Hosianna dem Sohn Davids gelobt sei der da kommt im Namen des Herrn Der Gemeinde Holzheim umgegossen von P. H. Rincker zu Hof=Sinn im Jahr 1846            |

## Kirchengemeinde und Pfarrer
Die Kirchengemeinde gehört zum Dekanat Gießener Land in der Propstei Oberhessen der Evangelischen Kirche in Hessen und Nassau. Sie umfasst rund 1400 Mitglieder. Sie teilt sich mit der Kirche in Dorf-Güll eine Pfarrstelle. Neben der Kirche steht ein Gemeindehaus zur Verfügung, das für 100 Personen ausgelegt ist.
Seit der Reformationszeit sind folgende Pfarrer nachgewiesen:
- 1566–1581: Petrus Lesch
- 1585–1621: Valentin Engel
- 1621–1623: John Christoph Engel (Sohn von Valentin Engel)
- 1624–1635: Hermann Holwegk (lutherisch)
- 163500000: Heinrich Elbert (lutherisch)
- 1635–1647: Johann Runkel (lutherisch)
- 1647–1670: Konrad Bröder
- 1671–1706: Johann Bröder (Sohn von Konrad Bröder)
- 1706–1733: Johann Caspar Müller
- 1733–1749: Peter Müller
- 1750–1787: Theodor Christoph Müller (Sohn von Peter Müller)
- 1788–1802: Johann Siebert
- 1802–1805: Franz Ludwig Carriere (Vikar von Griedel)
- 1805–1815: Ludwig Christian Gifhorn
- 1815–1853: Martin Heidolph
- 1852–1853: Friedrich Helwig (Assistent)
- 1853–1859: Otto Heinrichs (Vikar)
- 1859–1861: Karl Ferdinand Bingmann
- 1861–1874: Ludwig Friedrich Hofmann
- 1874–1876: Pfarrer Berwig (Verwaltung aus Eberstadt)
- 1876–1879: Hermann Seipp (Vikar)
- 1879–1881: Hermann Wilhelm Seibel
- 1881–1885: Pfarrer Walz (Verwaltung aus Eberstadt)
- 1885–1896: Wilhelm Veller
- 1896–1897: Adam Heußel
- 1897–1924: Ludwig Freitag
- 1925–1930: Emil Karl Theodor Weber
- 1930–1934: Wilhelm Schmidt (Missionar)
- 1935–1954: Karl Launhardt
- 1955–1959: Johann Schär-Conradi
- 1959–1970: Erich Conradi
- 1970–1983: Ernst-Walter Theiß
- 1985–1995: Hans Theo und Petra Daum
- 199600000: Jörg Stähler
- 1997–2005: Stefan Schneider
- 2006–2008: Gisela Ottstadt
- 2009–2014: Mirjam Welsch
- 2015–0000: Matthias Bubel